# Mike Nussbaum
Myron Glen „Mike“ Nussbaum (* 29. Dezember 1923 in Chicago, Illinois; † 23. Dezember 2023 ebenda) war ein US-amerikanischer Schauspieler.

## Leben und Wirken
Mike Nussbaum wuchs als einziger Sohn von Jacob Nussbaum (1890–19??) und Jeanette Greenwald (1890–19??) in Chicago auf, wo er zeitlebens wohnte. Nussbaum hatte väterlicherseits deutsche und jüdische Vorfahren. Im Zweiten Weltkrieg war er einige Jahre lang Soldat.
Nussbaum absolvierte ab dem Jahr 1950 eine professionelle Schauspielausbildung an einer Schauspielschule in Chicago. Sein Bühnendebüt als Darsteller hatte er im Jahr 1953 am Apple Tree Theater in Chicago. Er trat in zahlreichen Theaterstücken, zum Beispiel von Shakespeare, auf, so unter anderem auch am Goodman Theatre in Chicago. Nussbaum war zunächst nur als Bühnendarsteller tätig; in die Filmbranche verschlug es ihn erst Ende der 1960er-Jahre. Von 1969 bis 2021 wirkte er dann als Schauspieler vor der Kamera in mehr als 40 Film- und Fernsehproduktionen mit. Während Nussbaum zu Beginn seiner Filmkarriere noch oftmals in Nebenrollen besetzt worden ist, konnte er sich später als Charakterdarsteller beweisen und etablieren. Dem jüngeren Publikum ist er vor allem durch seine Rolle als Gentle Rosenberg in dem im Jahr 1997 erschienenen Film Men in Black in Erinnerung geblieben. Nussbaum war bis ins hohe Alter als Schauspieler aktiv und stand mit 97 Jahren zum letzten Mal für einen Film vor der Kamera. Er arbeitete bis zuletzt als Theaterschauspieler und galt zuletzt als ältester aktiver Schauspieler in den Vereinigten Staaten.
In der deutschen Synchronfassung hatte Nussbaum keinen Stammsprecher und wurde unter anderem von Horst Sachtleben, Friedrich Schoenfelder, Erhard Köster, Dietmar Richter-Reinick oder Friedrich W. Bauschulte gesprochen.
In erster Ehe war Nussbaum von 1949 bis zu ihrem Tod im April 2003 mit Annette Brenner (* 1924) verheiratet. Aus der Ehe gingen zwei Töchter und ein Sohn hervor. Seine Tochter Susan Nussbaum (1953–2022) war als Drehbuchautorin tätig. In zweiter Ehe war er ab dem Jahr 2004 bis zu seinem Tod mit Julie Brudlos verheiratet. Nussbaum starb am 23. Dezember 2023, sechs Tage vor seinem 100. Geburtstag, an Altersschwäche.

## Filmografie (Auswahl)
- 1969: The Monitors
- 1971: Tanja Baskin – Anruf genügt (T.R. Baskin)
- 1974: Harry und Tonto (Harry and Tonto)
- 1986: Spenser (Spenser: For Hire, Fernsehserie, Folge 1x19)
- 1987: Der Equalizer (The Equalizer, Fernsehserie, Folge 2x20)
- 1987: Haus der Spiele (House of Games)
- 1987: Eine verhängnisvolle Affäre (Fatal Attraction)
- 1988: Things Change – Mehr Glück als Verstand (Things Change)
- 1989: Feld der Träume (Field of Dreams)
- 1990: 24 Stunden in seiner Gewalt (Desperate Hours)
- 1990: Drei Frauen für Archie (Archie: To Riverdale and Back Again, Fernsehfilm)
- 1990: L.A. Law – Staranwälte, Tricks, Prozesse (L.A. Law, Fernsehserie, Folge 4x22 Einladung zur Hinrichtung)
- 1991: Gleichheit kennt keine Farbe (Separate But Equal, Miniserie)
- 1992: Fäuste – Du mußt um Dein Recht kämpfen (Gladiator)
- 1992: Die Wassermaschine (The Water Engine, Fernsehfilm)
- 1992–1996: Der Polizeichef (The Commish, Fernsehserie, 3 Folgen)
- 1995: Die andere Mutter (Losing Isaiah)
- 1995: Frasier (Fernsehserie, Folge 2x23 Aal Infernal)
- 1995: Different Minds – Feindliche Brüder (Steal Big Steal Little)
- 1995: Nur der Hauch eines Zweifels (Shadow of a Doubt, Fernsehfilm)
- 1997: Akte X – Die unheimlichen Fälle des FBI (The X-Files, Fernsehserie, Folge 4x23 Dämonen)
- 1997: Men in Black
- 1997: Allein gegen die Zukunft (Early Edition, Fernsehserie, Folge 2x07)
- 1998: Mein millionenschwerer Märchenprinz (The Con, Fernsehfilm)
- 2005: Das Spiel ihres Lebens (The Game of Their Lives)
- 2011: The Chicago Code (Fernsehserie, Folge 1x06)
- 2020: Tom of Your Life
- 2021: The Old Country (Kurzfilm)